# Jan Pronk
Jan Pronk (Den Helder, 19 d'octubre de 1918 - Egmond aan Zee, Bergen, 15 de març de 2016) va ser un ciclista neerlandès, especialista en el mig fons. Va guanyar cinc medalles, una d'elles d'or, als Campionats del món de l'especialitat.

## Palmarès
- 1945
  -  Campió dels Països Baixos en mig fons
- 1947
  -  Campió dels Països Baixos en mig fons
- 1948
  -  Campió dels Països Baixos en mig fons
- 1950
  -  Campió dels Països Baixos en mig fons
- 1951
  -  Campió del món en mig fons
  -  Campió dels Països Baixos en mig fons
- 1952
  -  Campió dels Països Baixos en mig fons
- 1954
  -  Campió dels Països Baixos en mig fons
- 1955
  -  Campió dels Països Baixos en mig fons